# Pedro Rosselló
 (décembre 2018).
Pour les articles homonymes, voir Rosselló (homonymie).
Pedro Rosselló, né le 5 avril 1944, est un homme politique portoricain qui fut le septième gouverneur du Commonwealth de Porto Rico de 1993 à 2001. Membre et ancien président du Nouveau Parti progressiste, il est également le père de Ricardo Rosselló, élu gouverneur en 2016. 

## Carrière politique
Rosselló a commencé sa carrière politique en 1988 en tant que candidat au poste de commissaire résident de Porto Rico sous l'étiquette du Nouveau Parti progressiste (NPP), défait par Jaime Fuster du Parti populaire démocrate (PPD). Néanmoins, il était le candidat du  Nouveau Parti progressiste pour lequel le plus grand nombre de voix avait été enregistré aux élections de 1988. Cela le positionne bien pour devenir le prochain chef du parti. Après avoir dirigé une « croisade d'État » dans les îles de Porto Rico, il est devenu président du NPP en 1991, menant avec succès une opposition à un référendum parrainé par le gouverneur de Porto Rico, Rafael Hernández Colón. En 1992, il s'est présenté au poste de gouverneur de Porto Rico, remporta la primaire de son parti et battit la candidate du PPD, Victoria Muñoz Mendoza.

## Gouverneur de Porto Rico

### Premier mandat (1993-1996)
En tant que gouverneur, Rosselló a lancé une campagne anti-crime connue sous le nom de « Mano Dura Contra el Crimen » (littéralement : « Une main forte contre le crime ») dans laquelle la Garde nationale de Porto Rico a été utilisée pour aider la police de l'État à dissuader la vague de criminalité croissante, cela avait commencé à la fin des années 1980. Cette initiative de lutte contre la criminalité a permis de réduire de moitié le nombre de crimes violents. Il a également œuvré à l'éradication du trafic de drogue à l'école publique de Porto Rico dans le cadre de sa campagne « Zona Libre de Drogas ». Son administration se caractérisait également par ses investissements dans des projets d'infrastructure à grande échelle, notamment un système de train baptisé Tren Urbano et un nouveau centre de congrès à San Juan, la Convention Pedro Rosselló. Sa politique incluait également une volonté de réduire la taille du gouvernement et de le soustraire aux domaines dans lesquels il ne devrait pas agir en tant que concurrent direct du secteur privé. Son gouvernement a réduit le chômage à moins de 11% en 2000, créant des milliers d'emplois au cours de ses huit années au pouvoir. Le Colisée de Porto Rico, le musée d'art, l'autoroute 66 et le SuperAcueducto sont d'autres projets d'infrastructure à grande échelle. Sous son administration, un projet de loi sur la réforme de la santé a été approuvé. La réforme de la santé de Rosselló a fait de Porto Rico l’une des rares juridictions du monde entier à avoir couvert à peu près 100% de sa population par une assurance maladie. En outre, dans le cadre de cette réforme, Porto Rico est devenue la seule juridiction des États-Unis à avoir vacciné près de 100% des nourrissons de moins de deux ans. En 1993 et 1998, il a dirigé deux campagnes en faveur de l’état de Porto Rico dans lesquelles des plébiscites locaux ont été organisés pour consulter l’électorat de Porto Rico sur le statut politique avec les États-Unis. Il a soutenu le projet de loi Young du Congrès, qui visait à organiser un référendum à Porto Rico afin de définir le statut politique de l'île. Cependant, le projet de loi est refuser par le Sénat. Néanmoins, Rosselló a organisé un plébiscite non contraignant en 1998 qui donnait aux électeurs quatre options. Le Parti populaire démocrate a mené une campagne de boycott du plébiscite et a appelé les électeurs à voter pour la colonne « Aucune des propositions ». Le boycott a été couronné de succès, car la colonne « Aucune des propositions » - qui ne représentait aucun soutien en nature pour une option de statut - a recueilli 50,3% du total des voix.

### Second mandat (1996-2001)

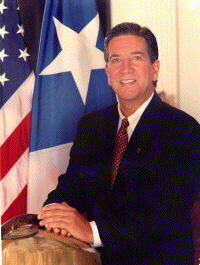
Pedro Rossello durant son second mandat.

Aux élections de 1996, il battit son adversaire du PPD, Héctor Luis Acevedo, alors maire de San Juan, et le candidat indépendantiste David Noriega. Il remporta ainsi un second mandat après avoir obtenu plus d'un million de voix et la plus grande marge de victoire depuis 1964. Cette victoire électorale écrasante est appelée à Porto Rico « La Pela que se le Perdio a Magollo ». En 1998, une participation de 45% dans la société publique Puerto Rico Telephone Company (PRTC) a été vendue à un consortium dirigé par GTE (maintenant Verizon) et Banco Popular de Porto Rico, une autre participation étant réservée à l'ensemble des employés de la société. Cette vente a entraîné une grève générale organisée par plusieurs syndicats. Une tentative similaire de privatisation de la CTLP en 1988, dirigée par le gouverneur de l'époque, Rafael Hernández Colón, avait conduit à une grève similaire qui condamnait la vente. La Loi sur les télécommunications de 1996, déréglementé les monopoles de nombreuses entreprises régionales de téléphone et de télévision par câble. À partir de ce moment-là, le monopole de télécommunication de PRTC ne serait plus en mesure de soutenir la concurrence dans le domaine de l'environnement et les pertes subies par le gouvernement auraient été lourdes. Le prix de vente était de 2 milliards de dollars, ce que les dirigeants syndicaux ont qualifié de « ridiculement bas » (le PRTC a généré un bénéfice annuel d'environ 100 millions de dollars au moment de la vente).
À la fin de son mandat, il refuse d'en briguer un troisième et laisse Carlos Pesquera, prendre la tête du NPP pour les élections générales de 2000. Celui-ci est battu par la candidate du PPD, Sila María Calderón, qui succède à Rosselló le 2 janvier 2001. 

## Après la gouvernance

### Candidat aux élections de 2004 et 2008
Retiré de la politique après la fin de son second mandat, il revient au sein de son parti à partir de 2003 afin de se porter candidat pour les primaires. Toujours populaire, il remporte les primaires du NPP et devient candidat officiel pour les élections générales de 2004. Mais son retour est contesté et dans les sondages il figure côte-à-côte avec le candidat du Parti populaire démocrate, Aníbal Acevedo Vilá, ancien colistier et commissaire résident de la gouverneure sortante Sila María Calderón. Le 2 novembre 2004, il est battu, de justesse, par ce dernier et perd l'élection avec 48,21 % des suffrages contre 48,39 % pour le PPD. 
Quatre ans plus-tard, Rosselló se porte de nouveau candidat pour le poste de gouverneur. Lors des primaires de son parti, il affronte Luis Fortuño, devenu très populaire, et qui devance Rosselló dans les sondages. Le 9 mars 2008, Fortuño a facilement battu Rosselló aux primaires du NPP et est devenu le nouveau président du NPP et son candidat officiel au poste de gouverneur. Fortuño a remporté la candidature en obtenant près de 60% des suffrages aux primaires. Cette nouvelle défaite de Rosselló met fin à ses tentatives de revenir au poste de gouverneur. 

### Retour en politique
Après sa défaite aux primaires de 2008, il soutient Fortuño lors des élections générales et s'écarte de la vie politique après la victoire de celui-ci face à Aníbal Acevedo Vilá. Ce n'est qu'après 2012 qu'il revient sur la scène politique en se faisant élire sénateur. Par la suite, il soutient la candidature de son fils, Ricardo Rosselló, pour les primaires de NPP pour les élections de 2016. Ce dernier remporte la primaire et bat le candidat du PPD devenant ainsi le douzième gouverneur de Porto Rico.
Après la victoire de son fils, il devient membre du groupe du NPP à la Chambre des représentants et participe toujours activement à la vie politique et publique de Porto Rico. 

## Vie privée
Rosselló a épousé Irma Margarita « Maga » Neváres le 9 août 1969. Ils ont trois fils : Juan Oscar (né en 1971), Luis Roberto (né en 1973) et Ricardo (né en 1979), ainsi que plusieurs petits-enfants. Son plus jeune fils, Ricardo, est le douzième gouverneur de Porto Rico. 